# Windkanal (Darmstadt)
Der Windkanal ist ein Bauwerk in Darmstadt.

## Architektur und Geschichte
Der Windkanal der Technischen Universität Darmstadt wurde im Jahre 1935 erbaut und im Jahre 1936 eingeweiht.
In den Jahren 1974 und 1981 wurde der Windkanal technisch erneuert.
Der Windkanal ist das einzige in Form, Material und Funktion noch original erhalten gebliebene Bauwerk auf dem Areal des historischen August-Euler-Flugplatzes.
Der Windkanal ist ein äußerlich schlichter Zweckbau.
Er besteht aus einem von außen sichtbaren Betontragwerk mit einer dunkelroten Klinkerfassade.
Das Konzept zum Windkanal wurde im Jahre 1935 von Professor Franz Nikolaus Scheubel erarbeitet.
Der Windkanal wurde für damalige Bedürfnisse großzügig konzipiert.
Der Windkanal wird nach wie vor von der Technischen Universität zu Forschungszwecken genutzt.
Der Windkanal ist eine technisch ungewöhnliche Anlage.
Im Gegensatz zu den sonst üblichen Windkanälen ist diese Anlage nicht horizontal, sondern vertikal konstruiert.
Nach dem Ende des Zweiten Weltkrieges wurde der Windkanal nicht zerstört oder demontiert.
Allerdings hatten die Mitarbeiter der Hochschule im Jahre 1945 rechtzeitig die wichtigsten Anlagen im Inneren des Windkanalgebäudes demontiert.
Das Bauwerk wurde in den Jahren nach 1945 von den Amerikanern als Kasino genutzt.
Im Jahre 1954 wurde der Windkanal der Hochschule zurückgegeben.
Stilistisch gehört das massiv wirkende Bauwerk mit seinem Flachdach in die Phase der Moderne. 
Neben der zeittypischen Fassadengestaltung besitzt das Bauwerk einige markante Gestaltungsdetails;
der Eingangsbereich mit Türumrandung,
die halbrunde Eingangstreppe, 
zwei Leuchten und ein Fenstergitter neben dem Eingang.
Auffällig sind auch der Wappenadler des Dritten Reiches im oberen Bereich der Ostfassade mit einem Lorbeerkranz in den Fängen und dem abgeschlagenen Hakenkreuz.

## Denkmalschutz
Der Windkanal ist der größte erhalten gebliebene Windkanal in Deutschland aus der Zeit vor dem Zweiten Weltkrieg. 
Der Windkanal dokumentiert einen wichtigen Abschnitt deutscher Flug- und Technikgeschichte.
Aus architektonischen, stadtgeschichtlichen und technikgeschichtlichen Gründen ist der Windkanal ein Kulturdenkmal.

## Bildergalerie

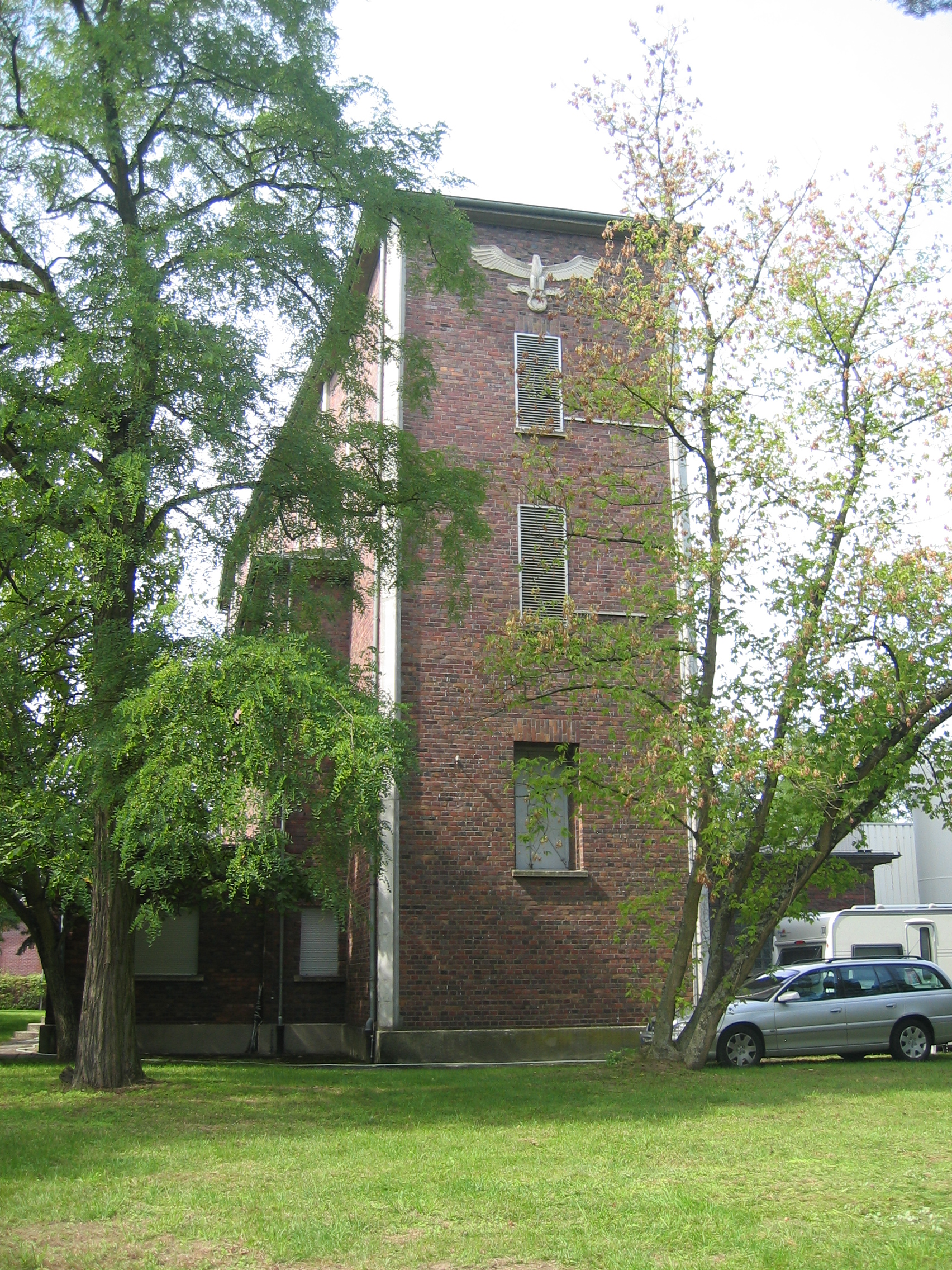
Windkanal (2008)
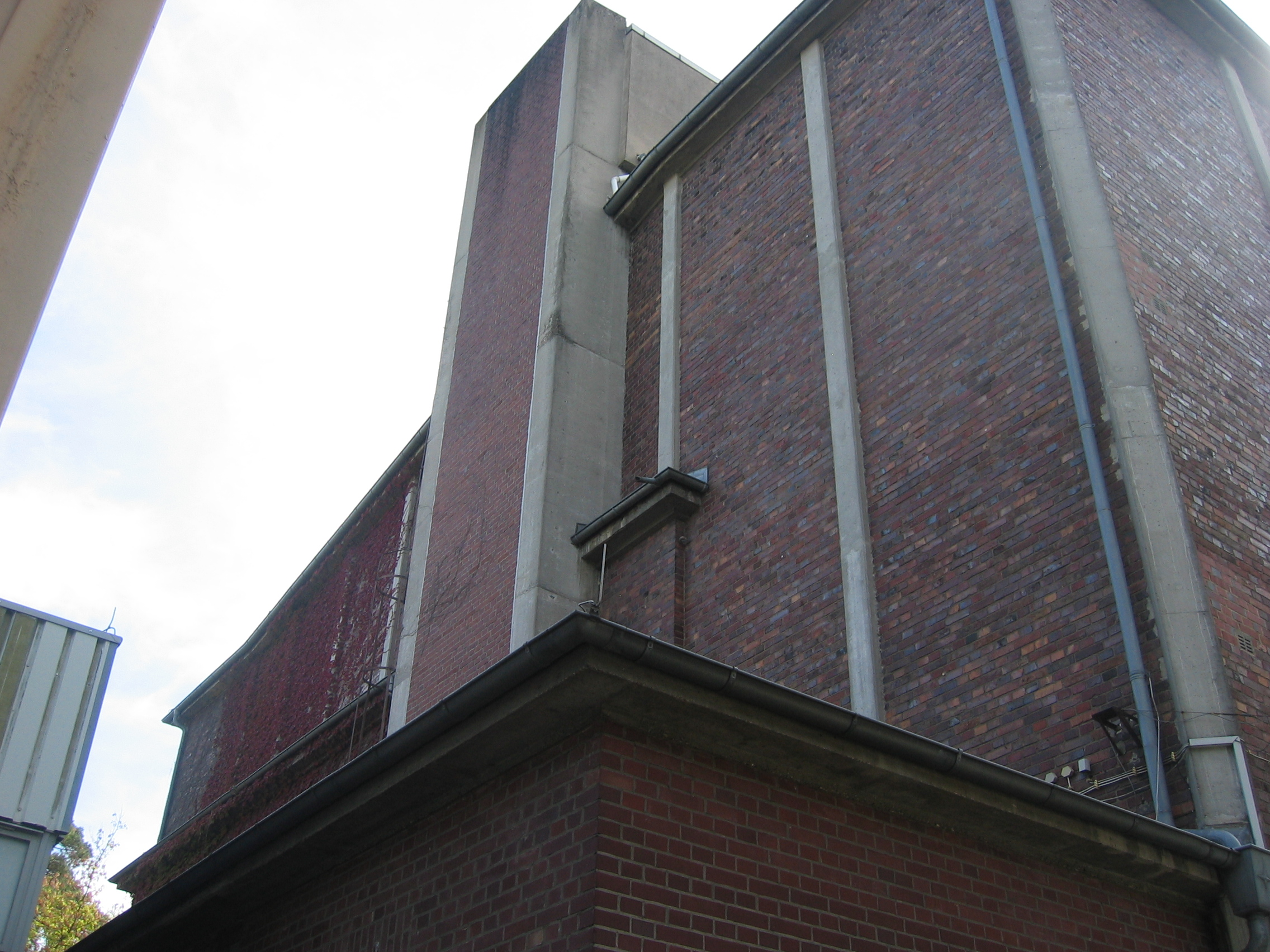
Windkanal (2008)
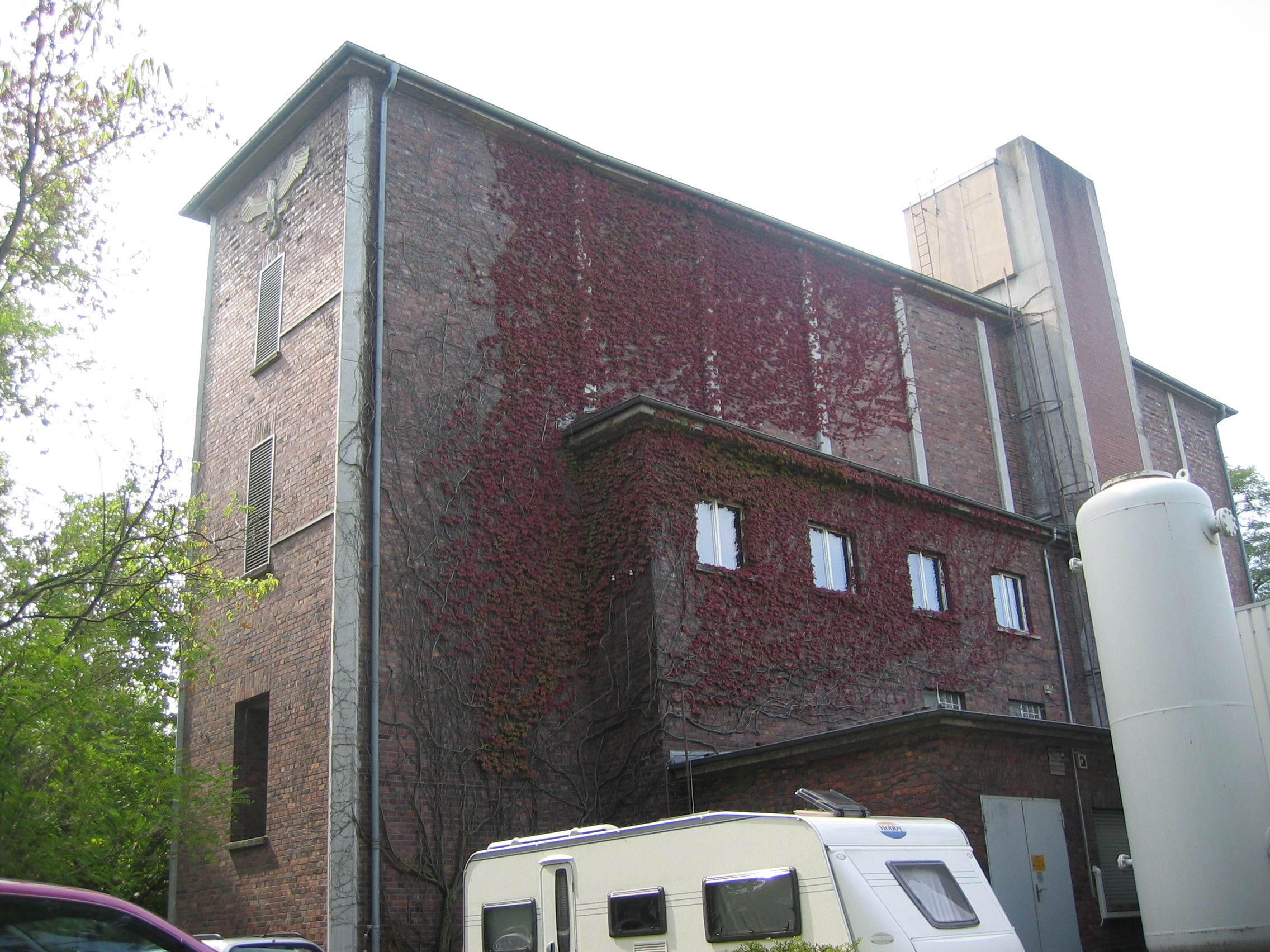
Windkanal (2008)
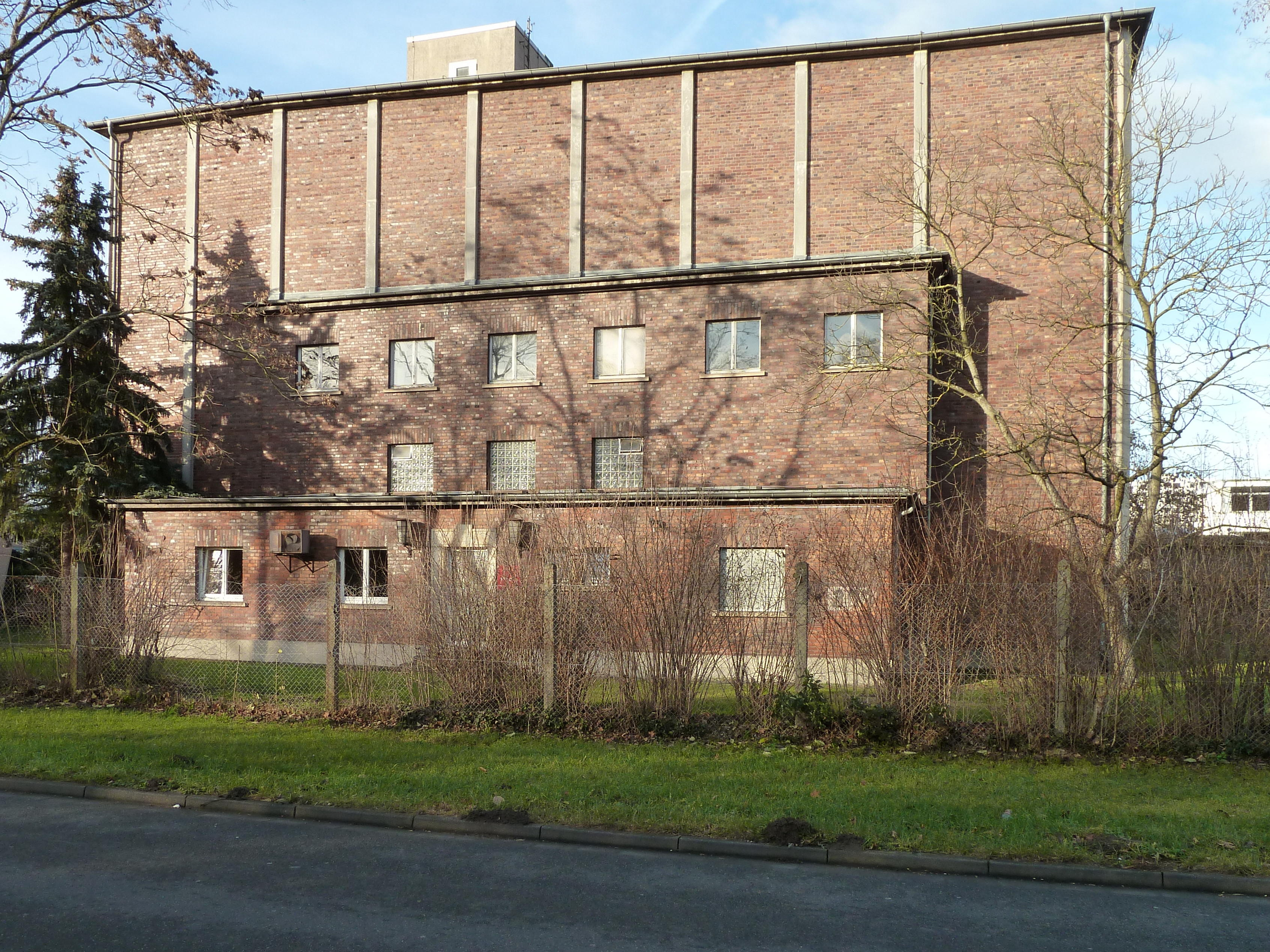
Windkanal (2013)